# Megaelosia bocainensis
Megaelosia bocainensis és una espècie de granota de la família del leptodactílids. Només es coneix que visqui a la seva localitat tipus al sud-est del Brasil, a la Serra da Bocaina (dins del Parc Nacional de Serra da Bocaina), a l'Estat de São Paulo. El lloc exacte es desconeix, però es pensa que està sobre els 500 metres d'altitud. Probablement es distribueix més àmpliament.
L'únic exemplar de l'espècie del qual es té constància es va trobar sota una roca a marge d'un rieerol de muntanya durant la nit. Presumiblement es reprodueix en aquests rierols, com altres espècies del seu gènere.